# Eliurus webbi
Eliurus webbi is een zoogdier uit de familie van de Nesomyidae. De wetenschappelijke naam van de soort werd voor het eerst geldig gepubliceerd door Ellerman in 1949.

## Voorkomen
De soort komt voor in het oosten van Madagaskar.